# زووچینیتس
زووچینیتس (لهستانی: Złocieniec؛ ‏[zwɔˈt͡ɕeɲet͡s]) شهری کوچک در شمال غربی لهستان است که در استان پومرانی غربی و شهرستان دراوسکو واقع شده‌است و جمعیتی در حدود ۱۲٬۰۰۰ نفر دارد. این شهر بزرگ‌ترین منطقهٔ مسکونی در پوویات است.
مطابق وبسایت شهرداری این شهر، تاریخچهٔ این منطقهٔ مسکونی به قرون ۷–۶ پیش از میلاد مسیح بازمی‌گردد. زووچینیتس امتیاز شهری خود را از ۱۳ دسامبر ۱۳۳۳ میلادی به دست آورد و تا مدتی در قلمروی حکومت دودمان لوکزامبورگ بود که بعدها به شوالیه‌های تتونیک فروخته شد. این شهر از قرن ۱۸ جزئی از خاک پادشاهی پروس بود. در دوران حکومت آلمان نازی، نیروهای اس‌آ در جریان شب بلورین به یهودیان آن جمله کردند و عده‌ای که زنده ماندند برای بیگاری به اردوگاه‌های کار اجباری فرستاده شدند. تنها ۳۱ نفر توانستند از این اردوگاه‌ها بگریزند. در ۵ مارس ۱۹۴۵ شهر به اشغال نیروهای ارتش یکم لهستان درآمد و پس از پایان جنگ جهانی دوم نیروهای متفقین جنگ جهانی دوم این شهر را مطابق توافق کنفرانس پوتسدام به لهستان واگذار کردند.